# Świebodzin (powiat dąbrowski)
Świebodzin – wieś w Polsce położona w województwie małopolskim, w powiecie dąbrowskim, w gminie Bolesław.
W latach 1975–1998 miejscowość należała administracyjnie do województwa tarnowskiego. Integralne części miejscowości: Kosierówka, Wólka Świebodzka.